# Callicebus ornatus
Il callicebo ornato (Callicebus ornatus Gray, 1866) è un primate platirrino della famiglia dei Pitecidi.

## Distribuzione
Vive in un'area ristretta di foresta pluviale lungo il medio corso del Rio Magdalena, in Colombia centrale.
Veniva in passato (e da alcuni studiosi viene considerato tuttora) una sottospecie di Callicebus cupreus (Callicebus cupreus ornatus), al quale è molto somigliante sia morfologicamente che comportamentalmente: in particolare, somiglia a Callicebus discolor, nuova specie ottenuta anch'essa per scorporo da C. cupreus, di cui era sottospecie, con la quale condivide la striscia biancastra sulla fronte. Si differenzia tuttavia da entrambe le specie per le dita ricoperte di pelo di color bianco candido.
Oltre a queste differenze di colorazione, un altro fattore che ha contribuito alla decisione di elevare questi animali al rango di specie è il relativo isolamento: rispetto infatti a C. discolor, il cui areale è confinante a S e SE con quello di C. cupreus, C. ornatus occupa una zona 400 km più a nord, dove per 350 km non vive nessuna specie di Callicebus.

## Status e conservazione
La perdita e frammentazione del suo habitat è prodotta dall'allevamento, dall'estensione delle piantagioni di olio di palma e dall'esplorazione e sfruttamento del petrolio. Si sospetta che la popolazione abbia subito una riduzione di almeno il 30% negli ultimi 24 anni (tre generazioni) e che questa riduzione sia destinata a continuare nei prossimi 24 anni.